# Balcha levicollis
Balcha levicollis är en stekelart som först beskrevs av Peter Cameron 1908.
Balcha levicollis ingår i släktet Balcha och familjen hoppglanssteklar. Inga underarter finns listade.